# Koren, Haskovo
Koren (în bulgară Корен) este un sat în comuna Haskovo, regiunea Haskovo,  Bulgaria. 

## Demografie
Componența etnică a satului Koren
     Romi (28,32%)
     Turci (4,18%)
     Bulgari (47,53%)
     Nicio identificare (19,95%)
La recensământul din 2011, populația satului Koren era de 406 locuitori. Nu există o etnie majoritară, locuitorii fiind bulgari (47,53%), romi (28,32%) și turci (4,18%). Pentru 19,95% din locuitori nu este cunoscută apartenența etnică.